# Port lotniczy Sukkur
Port lotniczy Sukkur (IATA: SKZ, ICAO: OPSK) – krajowy port lotniczy położony w mieście Sukkur, w prowincji Sindh, w Pakistanie.